# Aethomys ineptus
Aethomys ineptus — вид мишоподібних гризунів родини мишеві (Muridae). Вид поширений у Південно-Африканській Республіці та Есватіні. Мешкає у тропічних та субтропічних вологих лісах, саванах та скелястих місцевостях. Тіло сягає 120–180 мм завдовжки, хвіст — 140–170 мм, вага до 107 г. Самиця народжує 3-4 малят, які через 21-23 днів стають самостійними. У рік буває два виводки.